# Ryan Williams (athlétisme)
Pour les articles homonymes, voir Ryan Williams et Williams.
Ryan Williams (né le 26 mars 2000) est un athlète namibien, spécialiste du lancer du disque et du lancer du poids.

## Biographie
Ryan Williams est médaillé de bronze du lancer du disque et du lancer du poids aux Championnats d'Afrique juniors 2019 à Abidjan. Il remporte la médaille de bronze du lancer du disque aux Championnats d'Afrique 2022 à Maurice ainsi qu'aux Jeux africains de 2023 à Accra et aux Championnats d'Afrique d'athlétisme 2024 à Accra.

## Palmarès
| Date | Compétition                    | Lieu         | Résultat | Epreuve          | Marque  |
| ---- | ------------------------------ | ------------ | -------- | ---------------- | ------- |
| 2019 | Championnats d'Afrique juniors | Abidjan      | 3e       | Disque (1,75 kg) | 53,37 m |
| 2019 | Championnats d'Afrique juniors | Abidjan      | 3e       | Poids (6 kg)     | 16,02 m |
| 2019 | Jeux africains                 | Rabat        | 4e       | Disque           | 53,01 m |
| 2022 | Championnats d'Afrique         | Saint-Pierre | 3e       | Disque           | 56,70 m |
| 2024 | Jeux africains                 | Accra        | 3e       | Disque           | 55,42 m |
| 2024 | Championnats d'Afrique         | Douala       | 3e       | Disque           | 56,78 m |

| Date | Compétition             | Lieu     | Résultat | Epreuve | Marque  |
| ---- | ----------------------- | -------- | -------- | ------- | ------- |
| 2017 | Championnats de Namibie | Windhoek | 1er      | Disque  | 45,67 m |
| 2017 | Championnats de Namibie | Windhoek | 1er      | Poids   | 12,97 m |
| 2018 | Championnats de Namibie | Windhoek | 1er      | Disque  | 47,33 m |
| 2019 | Championnats de Namibie | Windhoek | 1er      | Disque  | 45,51 m |
| 2019 | Championnats de Namibie | Windhoek | 1er      | Poids   | 14,08 m |
| 2020 | Championnats de Namibie | Windhoek | 1er      | Disque  | 56,06 m |
| 2023 | Championnats de Namibie | Windhoek | 1er      | Disque  | 57,60 m |

## Records
| Épreuve          | Performance  | Lieu          | Date          |
| ---------------- | ------------ | ------------- | ------------- |
| Lancer du disque | 61,15 m (NR) | Potchefstroom | 29 avril 2023 |
| Lancer du poids  | 15,59 m      | Stellenbosch  | 6 avril 2024  |